# Maytenus alaternifolia
Maytenus alaternifolia là một loài thực vật có hoa trong họ Dây gối. Loài này được (Tul.) H. Perrier mô tả khoa học đầu tiên năm 1942.